# Klauzál tér (Budapest)
A budapesti Klauzál tér a Belső-Erzsébetváros, a volt zsidónegyed legnagyobb tere. 2024-ben felújították. A teret Niedermüller Péter, Erzsébetváros polgármestere és Karácsony Gergely, Budapest főpolgármestere adták át. 
A megnyitó felvételei:
A felújított Klauzál tér felavatása - Niedermüller Péter beszéde (2024.10.08.)
https://youtu.be/1SLnJ-K6P0s
A felújított Klauzál tér felavatása - Karácsony Gergely beszéde (2024.10.08.)
https://youtu.be/VKlopbByFdw

## Története

### Kezdetek
A tér első neve Stephans Platz volt, majd 1874-től István tér lett. 1907-től vette fel a tér a mai nevét, amelyet Klauzál Gábor reformkori miniszterről kapta.

„A mai Erzsébetváros közepén egy istenverte piszokfészek terült el, az István tér. Tér volt, amennyiben nem volt beépítve. És erre a helyre álmodta meg Miklósy Gyula vidéki színigazgató a maga színházát, a harmadik magyar színházat, mely a fővárosban emelkedett.”

– Váradi Antal:  A régi Pest emlékeiből (részlet)

Miklósy megvette a Ligetben felállított gyermekszínház épületének fa és vasvázát. Ideszállíttatta s ebből alkotta meg az István téri Színházat. A színházába a legjobb vidéki és az akkori Nemzeti Színházzal valamiképpen elégedetlen színészeket nyerte meg. A társulatnak balettkara is volt, Storch Miksa balettmester vezetésével. 1872. október 30-án Jókai prológusával avatták fel a színházat. Miklósy vezetése alatt a műsor jellegzetes darabjai Szigeti József (Vén bakancsos és fia, a huszár), Szigligeti Ede (Csikós) népszínművei, francia vígjátékok (Meilhac–Halévy: Tricoche és Cacolet, Georges Petit: Papignol candidat), Offenbach (Szép Heléna, A gerolsteini nagyhercegnő), Suppé (Szép Galathea) operettjei voltak. Testvérszínháza 1873. május 24-től a városligeti Miklósy Színkör volt. 1874 januárjában tűzvész miatt az István téri színház megsemmisült, nem nyitott meg újra. Az épület maradékát 1878-ban lebontották.
- A 7-es számú, műemléki védettségű épület
- Klauzál tér, Budapest – légi fotó

### A tűzvész után

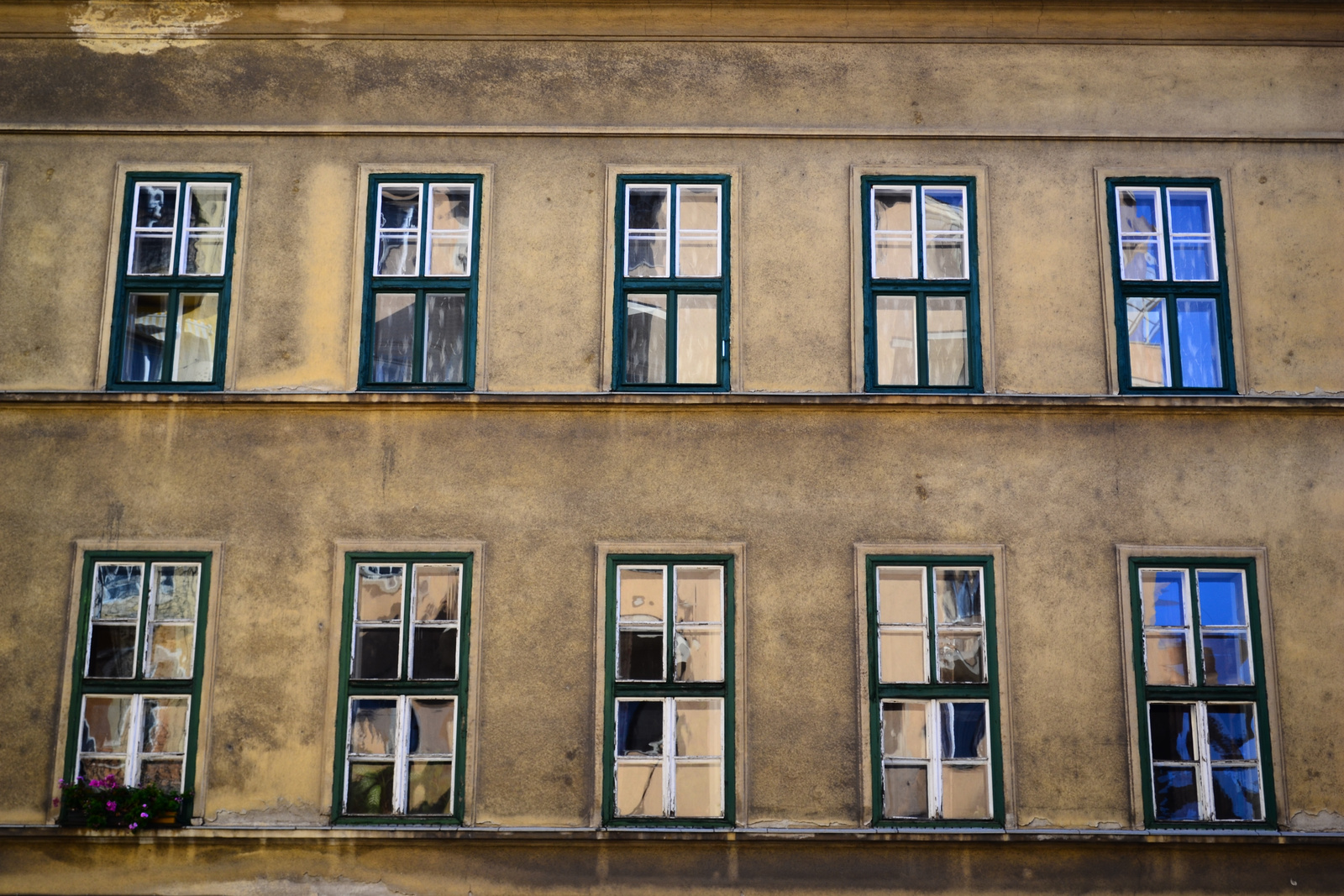
A 13-as számú műemlék épület egy részlete

A színház helyén 1897-ben nyílt meg a Klauzál téri vásárcsarnok. Egyszerre öt vásárcsarnok épült a fővárosban, a Klauzál téri lett a III. számú Vásárcsarnok. A vásárcsarnokhoz kapcsolódóan bérház is épült a Klauzál téren, ami lehetővé tette, hogy az árusító helyeket alacsonyabb áron adják ki. Az árusító helyek száma meghaladta a háromszázat. A csarnokban, elkülönített helyen kóser élelmiszer is kapható volt. A Klauzál tér arculata idővel megváltozott. A teret az utcák mentén fák szegélyezik. Ma a kerítéssel körbevett „zöld sziget” Belső Erzsébetváros oázisa. Van itt játszótér, sportolási lehetőség, pihenésre és szórakozásra alkalmas szép környezet, sőt még kutyafuttató is. A teret körbevevő utcák épületeit felújították, így rendezett képet mutat.

### Az elfeledett „régi” 2-es villamos
A tér  másik érdekessége, hogy keresztülment rajta a régi 2-es villamos. A járat a Keleti pályaudvar melletti Festetich utcából indult és a másik végállomása a Dózsa György úti MÁV aluljáró angyalföldi oldala volt. A belső-erzsébetvárosi vonalat 1911. október 27-én helyezte üzembe a Budapesti Városi Villamos Vasút (röviden: B.V.V.V.) a Népszínház tér (mai nevén Blaha Lujza tér) és a Király utca között. A Stáhly utca – Gyulay Pál utca – Nyár utca – Klauzál tér – Csányi utcai vágányok a terézvárosi vonalakkal teremtettek összeköttetést.

## A tér a köztudatban, érdekességek a térről és környékéről
- A Klauzál téri játszótér hintájánál forgatták a VAN valami furcsa és megmagyarázhatatlan című 2014-es film nyitójelenetét.
- Az 1989-ben Gémes József által készített Vili, a veréb című egész estés rajzfilm történetének egy része ezen a téren játszódik.
- A Locomotiv GT együttes Miénk itt a tér című slágere erről a térről szól.
- A Lóci játszik zenekar "Ott mennek a jócsajok" című dalának klipje is részben itt játszódik.
- Szeder-Szabó Kriszta "Reggeli dal" című slágerré vált szerzeményének videoklipjét a Klauzál tér délnyugati szegletében, a Kis Diófa utca és Dob utca sarkán lévő Kisüzem nevű romkocsmában forgatták.
- A Klauzál tér 2 számú [10] ház falán Kézdy György 2016-ban felavatott emléktáblája látható, 1988 és 1998 között élt ebben a házban.
- Brandi Jenő (1913–1980), az 1936-os berlini olimpián aranyérmes vízilabdacsapat tagja a Klauzál tér 5. szám [11][12] alatt lakott.
- Itt található a Kádár étkezde is a Klauzál tér 9 szám [13] alatt. Valamint szintén itt található a 9-es szám alatt Gérecz Attila (1929–1956), az 1956-os forradalom mártír költőjére emlékezve egy emléktábla. Első sírja a téren volt.
- A Klauzál tér 13.[14] pincéjében volt a Magyar Reklámszövetség (MRSZ) 100 férőhelyes klubja.
- A Klauzál tér 16. szám[15]  egyik üzlethelyiségét 1948-ban alakíttatta át a Klauzál téri Református Egyházközösség imateremmé, amely 1951-ig működött. Több jómódú, magasabb státusú középosztálybeli család is lakott benne (például tehetősebb kereskedők, orvosok, ügyvédek)